# Noua Zeelandă la Jocurile Olimpice de vară din 2016
Noua Zeelandă a participat la Jocurile Olimpice de vară din 2016 de la Rio de Janeiro în perioada 5 – 21 august 2016, cu o delegație de 199 de sportivi, care a concurat în 20 de sporturi. Cu un total de 18 medalii – cel mai bun rezultat din istoria sa –, inclusiv patru de aur, Noua Zeelandă s-a aflat pe locul 19 în clasamentul final. A ocupat locul 4 în clasamentul neoficial de medalii pe cap de locuitor.

## Participanți
Delegația neozeelandeză a cuprins 199 de sportivi: 100 bărbați și 99 de femei (rezervele la fotbal, handbal, hochei pe iarbă și scrimă nu sunt incluse). Cel mai tânăr atlet din delegație a fost gimnasta Courtney McGregor (17 ani), cel mai bătrân a fost călăreța Julie Brougham (62 de ani).
| Sport           | Masculin | Feminin | Total |
| --------------- | -------- | ------- | ----- |
| Atletism        | 8        | 6       | 14    |
| Caiac canoe     | 2        | 6       | 8     |
| Canotaj         | 22       | 14      | 36    |
| Ciclism         | 12       | 8       | 20    |
| Echitație       | 3        | 2       | 5     |
| Fotbal          | 0        | 18      | 18    |
| Gimnastică      | 2        | 1       | 3     |
| Golf            | 2        | 1       | 3     |
| Haltere         | 1        | 1       | 2     |
| Hochei pe iarbă | 16       | 16      | 32    |
| Judo            | 0        | 1       | 1     |
| Lupte           | 1        | 0       | 1     |
| Natație         | 6        | 3       | 9     |
| Navigație       | 7        | 5       | 12    |
| Rugby în VII    | 12       | 12      | 24    |
| Sărituri în apă | 0        | 1       | 1     |
| Tir             | 1        | 2       | 3     |
| Taekwondo       | 0        | 1       | 1     |
| Tenis           | 2        | 0       | 2     |
| Triatlon        | 2        | 2       | 4     |
| Total           | 99       | 100     | 199   |

## Medalii

### Medaliați
| Medalie | Nume | Sport        | Probă                        | Dată      |
| ------- | --- | ------------ | ---------------------------- | --------- |
| Aur     | Hamish Bond Eric Murray | Canotaj      | Dublu rame (2-) masculin     | 11 august |
| Aur     | Mahé Drysdale | Canotaj      | Simplu vâsle (1×) masculin   | 13 august |
| Aur     | Lisa Carrington | Caiac canoe  | K-1 200 m feminin            | 16 august |
| Aur     | Peter Burling Blair Tuke | Navigație    | 49er masculin                | 18 august |
| Argint  | Natalie Rooney | Tir          | Trap feminin                 | 7 august  |
| Argint  | Echipa națională feminină Shakira Baker Kelly Brazier Gayle Broughton Theresa Fitzpatrick Sarah Goss Huriana Manuel Kayla McAlister Tyla Nathan-Wong Terina Te Tamaki Ruby Tui Niall Williams Portia Woodman | Rugby în VII | Turneul feminin              | 8 august  |
| Argint  | Luuka Jones | Caiac canoe  | K-1 feminin                  | 11 august |
| Argint  | Eddie Dawkins Ethan Mitchell Sam Webster | Ciclism      | Sprint masculin pe echipe    | 11 august |
| Argint  | Valerie Adams | Atletism     | Aruncarea greutății feminin  | 12 august |
| Argint  | Genevieve Behrent Rebecca Scown | Canotaj      | Dublu râme (2-)              | 12 august |
| Argint  | Jo Aleh Polly Powrie | Navigație    | 470 feminin                  | 18 august |
| Argint  | Alex Maloney Molly Meech | Navigație    | 49erFX feminin               | 18 august |
| Argint  | Lydia Ko | Golf         | Turneul feminin              | 20 august |
| Bronz   | Sam Meech | Navigație    | Laser                        | 16 august |
| Bronz   | Lisa Carrington | Caiac canoe  | K-1 500 m feminin            | 18 august |
| Bronz   | Tomas Walsh | Atletism     | Aruncarea greutății masculin | 18 august |
| Bronz   | Eliza McCartney | Atletism     | Săritura cu prăjina feminin  | 19 august |
| Bronz   | Nick Willis | Atletism     | 1500 m feminin               | 20 august |

### Medalii după sport
| Sport        | Aur | Argint | Bronz | Total |
| Canotaj      | 2   | 1      | 0     | 3     |
| Navigație    | 1   | 2      | 1     | 4     |
| Caiac canoe  | 1   | 1      | 1     | 3     |
| Atletism     | 0   | 1      | 3     | 4     |
| Ciclism      | 0   | 1      | 0     | 1     |
| Golf         | 0   | 1      | 0     | 1     |
| Rugby în VII | 0   | 1      | 0     | 1     |
| Tir          | 0   | 1      | 0     | 1     |
| Total        | 4   | 9      | 5     | 18    |

## Natație
| Sportiv       | Probă      | Calificări | Calificări | Semifinale | Semifinale | Finală        | Finală        |
| Sportiv       | Probă      | Timp       | Loc        | Timp       | Loc        | Timp          | Loc           |
| ------------- | ---------- | ---------- | ---------- | ---------- | ---------- | ------------- | ------------- |
| Glenn Snyders | 100 m bras | 1:00,26    | 16 C       | 1:00,50    | 15         | Nu au avansat | Nu au avansat |